# Manda (langue)
Le manda est une langue dravidienne, parlée par environ 4 000 Manda qui résident dans le district de Nabarangpur dans l'État d'Orissa, en Inde.

## Sources
- (en) Thomas Burrow, S. Bhattacharya, 1976, A sketch of Manda grammar in comparison with Pengo, dans Dravidian Linguistics V, p. 39–56, Annamalai University, Department of Linguistics Publication 47, Annamalainagar.
- (en) Bhadriraju Krishnamurti, 2003, The Dravidian Languages, Cambridge, Cambridge University Press.